# Het Middenrijk
Het middenrijk (originele titel L'Empire du Milieu) is een boek gebaseerd op de Franse stripreeks Asterix, geschreven door Olivier Gay op basis van de gelijknamige film van Guillaume Canet. Het oorspronkelijke scenario was geschreven door Julien Hervé en Philippe Mechelen. Het album werd geïllustreerd door Fabrice Tarrin. 

## Verhaal
De Chinese Deng Tsin Qin beraamt een staatsgreep en gijzelt de Chinese keizerin in Luoyang toen zij aan het shoppen was bij de Fenicische handelaar Verramsj. Haar dochter Fu Yi en haar lijfwacht Tat Han weten samen met de neef van Verramsj, Greintjemis, te ontkomen aan de gijzelactie. Ze reizen naar het bekende Gallische dorpje van Asterix en Obelix om hulp te vragen om het Chinese keizerrijk te helpen.
Ondertussen heeft Julius Caesar het plan om Deng Tsin Qin te helpen om China te veroveren. De reden hiervoor is dat hij door Cleopatra werd gekleineerd omdat hij niet wereldberoemd is en alleen maar in het gehele Romeinse Rijk bekend staat.

## Personages
- Uit het Gallische dorpje
  - Asterix
  - Obelix
  - Idéfix
  - Heroix
  - Bellefleur
  - Cameo van Panoramix, Hoefnix, Kostunrix, Kakofonix en Nestorix
- De Piraten
- Romeinen
  - Julius Caesar
  - Perfidus
  - Biofix
- Chinezen
  - Keizerin van China
  - Fu Yi
  - Tat Han
  - Dan Tsing Qin
  - Ri Ki Wi
  - Doo Deng
  - Sun Tzu
  - Ban Han
  - To Foe
- Feniciers
  - Verramsj
  - Greintjemis
- Egyptenaren
  - Cleopatra
- Galliërs in Klysma
  - Bieberine
  - Titanix